# Haematopota krombeini
Haematopota krombeini är en tvåvingeart som beskrevs av Stone och Philip 1974. Haematopota krombeini ingår i släktet Haematopota och familjen bromsar.
Artens utbredningsområde är Sri Lanka. Inga underarter finns listade i Catalogue of Life.